# Туатаровая кислота
Туата́ровая кислота́ — ненасыщенная карбоновая кислота. Впервые выделена в форме бесцветного вещества из секрета клоакальных желёз гаттерии в 2009 году. Содержит необычную для жирных кислот пару сопряжённых двойных связей с транс- и цис-конфигурацией.

## Синтез
Туатаровая кислота может быть получена из петнин-4-ола-1 в результате последовательности реакций, которая начинается с гидроборирования алкинового конца молекулы и завершается окислением спиртовой группы.